# Браски-Онести, Ромоальдо
Ромоальдо Браски-Онести (итал. Romualdo Braschi-Onesti; 19 июля 1753, Чезена, Папская область — 30 апреля 1817, Рим, Папская область) — итальянский куриальный кардинал. Префект Дома Его Святейшества и Префект Апостольского дворца с 1780 по 1786. Секретарь апостольских бреве с 5 января 1787 по 1799. Камерленго Святой Римской Церкви с 30 октября 1800 по 10 ноября 1801. Архипресвитер патриаршей Ватиканской базилики с 18 июля 1807 по 30 апреля 1817. Кардинал-дьякон с 18 декабря 1786, с титулярной диаконией Сан-Никола-ин-Карчере с 29 января 1787 по 2 апреля 1800. Кардинал-дьякон с титулярной диаконией Санта-Мария-ад-Мартирес с 2 апреля 1800 по 30 апреля 1817.
Племянник Папы Пия VI.